# Station de Malargüe

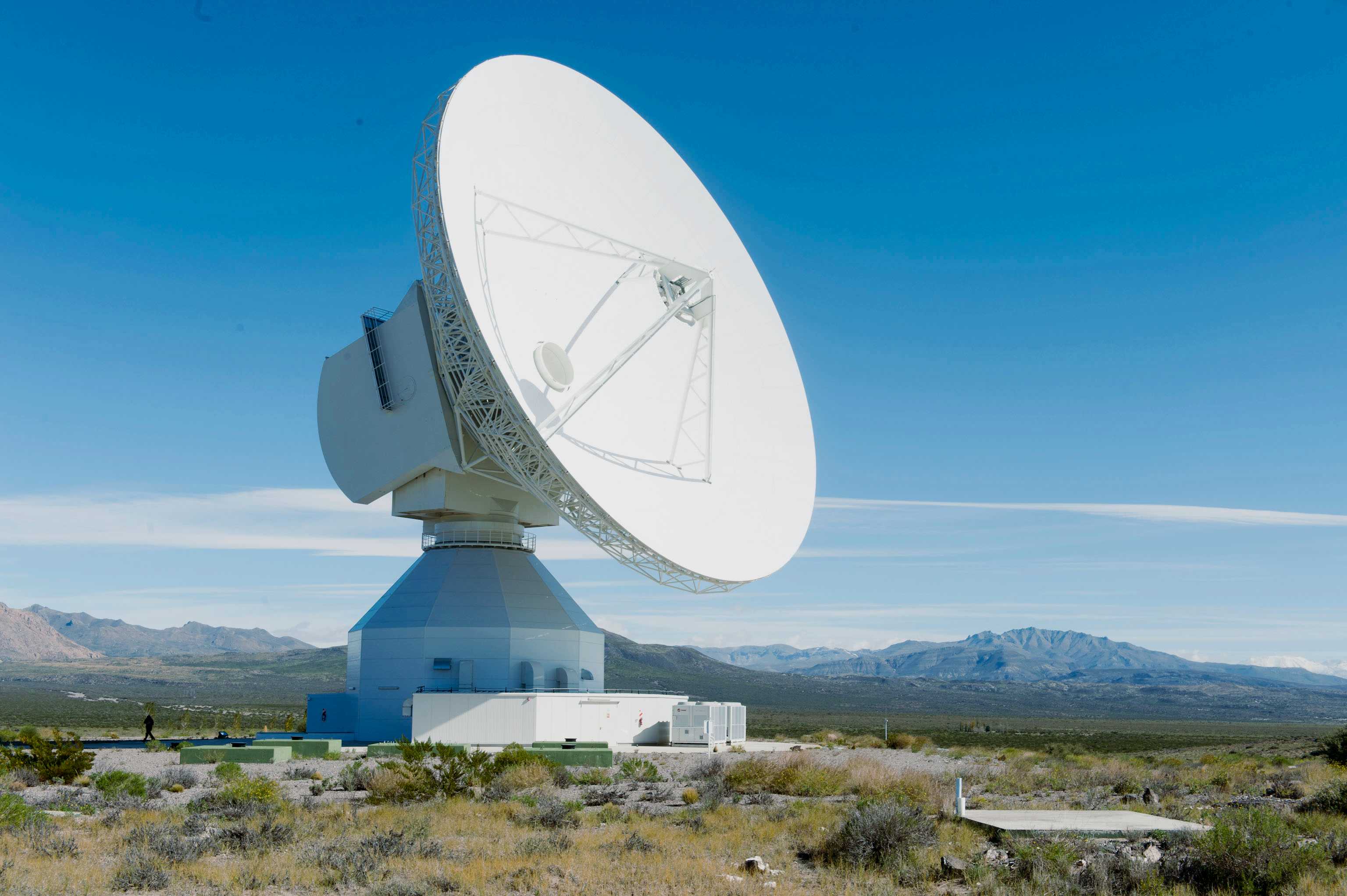
Antenne parabolique de 35 mètres de la station de Malargue en Argentine, utilisée par l'Agence spatiale européenne pour ses communications avec ses engins circulant dans l'espace profond.

La Station de Malargüe ou DSA 3 (Deep Space Antenna 3) est une station terrienne du réseau ESTRACK de l'Agence spatiale européenne qui est installée en Argentine. La station dispose d'une antenne parabolique orientable de 35 mètres de diamètre. Elle forme avec la station de Cebreros en Espagne et de la station de New Norcia en Australie un réseau de stations complémentaires (car réparti sur le pourtour du globe terrestre) qui permet un suivi 24h/24 des missions spatiales de l'agence spatiale européenne dans l'espace profond (sondes interplanétaires, ...) telles que Rosetta, Gaia, Mars Express et Exomars.

## Caractéristiques
La station de Malargüe, dont la construction a débuté en 2009, a été inaugurée en décembre 2012 et est devenue complètement opérationnelle début 2013. Le site a été choisi parce qu'il était complémentaire des deux stations également dédiées aux missions en espace profond (New Norcia et Cebreros) car écarté d'environ 120° en longitude de leurs implantations. La station est située  à 45 kilomètres de la ville de Malargüe dans la province de Mendoza au niveau de la latitude 35°. Le site est situé à 1 550 mètres d'altitude. La station permet la réception et la transmission d'émissions radio des engins spatiaux en bande Ka et bande X et dans le futur la réception en bande K. Son rôle est de recevoir les télémesures, les données de la charge utile, d'envoyer des commandes et de réaliser des mesures de la position et de la trajectoire (mesure par effet Doppler, Delta-DOR) des engins spatiaux circulant dans l'espace interplanétaire. L'antenne parabolique culmine à 40 mètres et pèse 610 tonnes. Elle peut être réorientée à la vitesse de 1° par seconde sur tous les axes. La station est pilotée à distance depuis le centre de contrôle de l'agence spatiale, l'ESOC situé à Darmstadt (Allemagne).